# Gerhard Rohlfs (filologo)
Gerhard Rohlfs (Berlino, 14 luglio 1892 – Tubinga, 12 settembre 1986) è stato un filologo, linguista e glottologo tedesco.
Fu docente di filologia romanza all'Università di Tubinga e all'Università di Monaco di Baviera. Umanista di vasta cultura e ampi interessi, fu soprannominato "l'archeologo delle parole".

## Studi e ricerche
(Dalla targa commemorativa nella piazza a lui dedicata a Badolato.)
Il suo debutto negli studi linguistici avvenne sotto la guida di Karl Jaberg e Jakob Jud, da cui ricevette l'incarico di un ampio studio sui dialetti dell'Italia Meridionale, che lo portò alla laurea con una tesi dal titolo Griechen und Romanen in Unteritalien (pubblicata nel 1924).
"La fortuna di Rohlfs è legata ai suoi viaggi diretti verso "le fonti delle lingue romanze"; ed i viaggi hanno avuto uno speciale ruolo nei suoi studi. Egli ha ereditato dall'Ottocento il concetto dell'italienische Reise (it.: Viaggio in Italia) e si è dimostrato il migliore erede di Goethe nel suo approccio multidirezionale alla realtà italiana [...]".. Le sue foto sono davvero una miniera per tutti gli studiosi di cultura popolare. Ogni foto è corredata di relative informazioni tecniche quali apertura del diaframma, tempi di esposizione, ora della ripresa. Una delle località italiane che annovera il maggior numero di foto è Sperlinga dove Gerhard Rohlfs fece una ricerca sul dialetto galloitalico di Sicilia tra il 13 e 14 aprile 1924.
Si occupò di glottologia e linguistica delle lingue romanze e dei loro dialetti, principalmente di quelli appartenenti alle aree linguistiche dell'Italia meridionale, in particolar modo quelle dell'area calabro-lucana e salentina (dialetti calabresi, salentini, lucani e cilentani). In tale contesto si inserisce anche l'interesse per i dialetti gallo-italici di Basilicata, che per primo riconobbe nelle loro caratteristiche di isola linguistica e ai quali dedicò due studi fondamentali nel 1931 e nel 1941.
Pubblicò due vocabolari completi del dialetto calabrese (Milano, 1938-1939) e di quello salentino (Monaco, 1956-1961).
Fondamentale è poi la sua monumentale opera in tre volumi Historische Grammatik der italienischen Sprache und ihrer Mundarten. Lehnen, München, pubblicata negli anni 1949-1954 e tradotta in italiano da Einaudi negli anni 1966-1969, con il titolo Grammatica storica della lingua italiana e dei suoi dialetti.
Si occupò estesamente della lingua greco-calabra e greco-salentina, sostenendo la tesi, già avanzata nella citata Griechen und Romanen in Unteritalien, che tali dialetti greco-italioti fossero frutto dell'ellenizzazione magnogreca e contrapponendosi alla teoria di Giuseppe Morosi che ne affermava invece la derivazione bizantina, sulla scia dell'emigrazione greca dei secoli IX-XVI.

## Riconoscimenti e affiliazioni
Nel 1974 una giuria designata dal prof. Alessandro Faedo, rettore dell'Università di Pisa, gli assegnò il Premio Forte dei Marmi per la sezione Storia della Lingua Italiana.
Fu socio straniero dell'Accademia della Crusca dal 1955 e dell'Accademia nazionale dei Lincei dal 1972.
Il 14 luglio 2002, in occasione dei 110 anni dalla sua nascita, il comune di Badolato ha intitolato allo studioso la piazza antistante le scuole elementari.
In Calabria Gerhard Rohlfs ha ricevuto la cittadinanza onoraria dei comuni di Bova (1966), Candidoni (1979), Tropea e Cosenza (1981) e gli è stata conferita il 13 aprile 1981 la laurea honoris causa in Lettere dall'Università della Calabria.
Nel 1973 gli fu conferita la laurea honoris causa dall'Università di Lecce (oggi Università del Salento); essa fu la prima laurea conferita dal giovane ateneo salentino che, accogliendo la proposta di Francesco Sabatini, all'epoca docente di Filologia, volle manifestare la riconoscenza dell'intero territorio all'autore del poderoso Vocabolario dei dialetti salentini.
In suo onore la città di Bova ha inoltre allestito da ottobre 2012 una mostra multimediale dal titolo Calabria contadina nelle immagini di Gerhard Rohlfs, a cura di Antonio Panzarella. La mostra è visitabile presso Palazzo Tuscano, Centro visita del Parco Nazionale dell'Aspromonte, ed espone le fotografie scattate proprio dal filologo tedesco che, a partire dagli anni venti, si è recato più volte sul luogo per effettuare delle ricerche sul dialetto greco-calabrese.
Il 21 maggio 2016 è stato inaugurato, sempre a Bova, il Museo della Lingua Greco-Calabra, che è intitolato proprio al grande glottologo tedesco.

## Opere

### Opere generali
- Grammatica storica della lingua italiana e dei suoi dialetti. (in 3 volumi: Fonetica. Morfologia. Sintassi e formazione delle Parole), Einaudi, Torino, 1966-69, 1970.
- Studi e ricerche su lingua e dialetti d'Italia. Sansoni, Firenze, 1972

### Studi sulle lingue occitane
- Le gascon. Niemeyer, Tübingen, 1977, 3. éd., augm.

### Studi di filologia romanza
- Panorama delle lingue neolatine. Narr, Tübingen, 1986
- Von Rom zur Romania. Tübingen, Narr, 1984
- Romanische Sprachgeographie. Beck, München, 1971
- Sermo vulgaris Latinus. Niemeyer, Tübingen, 1969
- Romanische Philologie: T. 1. Allgemeine Romanistik. Winter, Heidelberg, 1950
- Romanische Philologie: T. 2. Italienische Philologie. Winter, Heidelberg, 1952

### Studi sui dialetti dell'Italia meridionale
- Nuovo Dizionario Dialettale della Calabria. Longo, Ravenna, 1977 ISBN 88-8063-076-8 (sesta ristampa, 2001)
- Dizionario dialettale delle tre Calabrie. Milano-Halle, 1932-1939.
- Vocabolario supplementare dei dialetti delle Tre Calabrie (che comprende il dialetto greco-calabro di Bova) con repertorio toponomastico. Verl. d. Bayer. Akad. d. Wiss., München, 2 volumi, 1966-1967
- Vocabolario dei dialetti salentini (Terra d'Otranto). Verlag der Bayer. Akad. d. Wiss., München, 2 volumi (1956-1957) e 1 suppl. (1961) - ristampato per conto di Congedo Editore, Galatina nel 1976
- Studi linguistici sulla Lucania e sul Cilento. Congedo Editore, Galatina, 1988 (traduzione a cura di Elda Morlicchio, Atti e memorie N. 3, Università degli Studi della Basilicata).
- Mundarten und Griechentum des Cilento, in Zeitschrift für Romanische Philologie, 57, 1937, pp. 421–461 (una traduzione in italiano è in Gerhard Rohlfs, Studi linguistici sulla Lucania e sul Cilento. Galatina, Congedo Editore, 1988
- Supplemento ai vocabolari siciliani. Verlag der Bayer. Akad. d. Wiss., München, 1977
- Historische Sprachschichten im modernen Sizilien. Verlag der Bayer. Akad. d. Wiss., München, 1975
- Grammatica storica dei dialetti italogreci. Beck, München, 1977, Nuova ed. interamente rielaborata ed aggiornata
- Italogriechische Sprichwörter in linguistischer Konfrontation mit neugriechischen Dialekten. Verlag der Bayer. Akad. d. Wiss., München, 1971
- Lexicon graecanicum Italiae inferioris. Niemeyer, Tübingen, 1964
- Griechischer Sprachgeist in Süditalien. Bayerische Akademie d. Wissenschaften, München, 1947

### Studi di onomastica e toponomastica
- Antroponimia e toponomastica nelle lingue neolatine. Narr, Tübingen, 1985
- Dizionario storico dei soprannomi salentini. Congedo Editore, Galatina, 1984
- Dizionario dei Cognomi e Soprannomi in Calabria. Longo, Ravenna, 1982
- Dizionario storico dei cognomi della Lucania, Longo, Ravenna, 1985
- Dizionario storico dei cognomi nella Sicilia orientale, lessici siciliani 1, Palermo, Centro di Studi filologici e linguistici siciliani, 1984.
- Soprannomi siciliani, lessici siciliani 2, Palermo, Centro di Studi filologici e linguistici siciliani, 1984.

### Studi sulla letteratura italiana
- Recensione a Giambattista Basile: Il Pentamerone, ossia La fiaba delle fiabe, tradotta dall'antico dialetto napoletano e corredata di note storiche di Benedetto Croce. in Deutsche Literatur Zeitung di Berlino, f. 33, 1926
- Italienische Novellen aus Mittelalter und Renaissance. Niemeyer, Halle (Saale), 1953